# Мария Кристина Савойска
Вижте пояснителната страница за други личности с името Мария Кристина.
Мария Кристина Карлота Жозефина Гаетана Ефизия Савойска (на италиански: Maria Cristina Carlotta Giuseppa Gaetana Efisia di Savoia), известна като Мария Кристина Савойска (Maria Cristina di Savoia; * 14 ноември 1812, Каляри; † 31 януари 1836, Неапол), е принцеса на Савоя и кралица на Двете Сицилии – съпруга на крал Фердинанд II от Двете Сицилии. През 2014 г. е беатифициарана за блажена от Католическата църква.

## Произход
Тя е най-малката дъщеря на сардинския крал Виктор Емануил I Савойски (* 1754, † 1824) и на ерцхерцогиня Мария Тереза Австрийска-Есте (* 1773, † 1832). Нейните баба и дядо по майчина линия са ерцхерцог Фердинанд Карл Австрийски-Есте и Мария Беатрис Рикарда д'Есте, а по бащина – император Франц I и ерцхерцогиня Мария Терезия.
Има един брат и пет сестри:
- Мария Беатрис (* 1792, † 1840), херцогиня на Модена и Реджо и ерцхерцогиня на Австрия като съпруга на вуйчо си Франц IV
- Мария Аделаида (* 1794, † 2 август 1795)
- Карл Емануил (* 1794, † 1799)
- Сестра (* 1800, † 1801)
- Мария Тереза (* 1803, † 1879), херцогиня на Парма, Пиаченца и Гуастала като съпруга на Карл II
- Мария Анна (* 1803, † 1884), императрица на Австрия като съпруга на Фердинанд I

## Биография

### Години в Торино
Мария Кристина е родена в град Каляри на 14 ноември 1812 г., по време на Наполеоновия период, когато Пиемонт, където се намира столицата на кралството Торино, е анексиран към Френската империя. В дневника за 24-месечния си престой в Сардиния вуйчо ѝ Франц IV разказва: „Помогнах на сестра ми кралицата да роди, да я подкрепям, да я подвигам... На 8:45 часа тя роди много здраво едро момиченце, наречено Кристина", добавяйки, че кръщенето е било отпразнувано в 17.30 в Катедралата на Каляри с кръстници бъдещия крал Карл Феликс Савойски и съпругата му Мария Кристина Бурбон-Неаполитанска.
Родителите ѝ, изгнаници в Сардиния, са много религиозни и ѝ дават строго образование. Момиченцето, наричано галено Тинтина, изживява детството си в период на икономически затруднения и в атмосфера, пропита с мистицизъм, свикнала с религиозни практики, милосърдие, ред и дисциплина. През май 1814 г., когато политическата ситуация се променя след абдикацията на Наполеон, Виктор Емануил I се завръща в Торино, където през 1815 г. Мария Тереза, регентка на острова, се присъединява към него със семейството си. Малката Мария Кристина получава образованието си в двора. Майка ѝ е авторитарна и решителна жена и помага за нейното образование, основано преди всичко на добрите маниери и женската работа. За неин възпитател и духовен водач е избран неаполитанецът от Оливетанския орден Дж. Б. Терци, учител по математика и професор по астрономия. Именно той преподава на Мария Кристина катехизиса на монсеньор М. Казати, както и география, аритметика, алгебра, геометрия, физика, минералогия и накрая езици, музика, пеене, рисуване и калиграфия. Противно на обичая на савойския двор да използва френски тя пише личните си писма на италиански език.
На нея е посветен Форт „Мария Кристина“ – военно укрепление близо до град Осоа, част от комплекса фортове на Есейон, тогава на границата с Франция и включен в савойските владения.
На 9-годишна възраст, след абдикацията на баща ѝ, Мария Кристина живее в Ница, Генуа и в Тоскана. От Генуа тя с майка си често посещава сестрите си – херцогини на Модена (Мария Беатрис) и на Лука (Мария Тереза). Накрая семейството се установява в Монкалиери близо до Торино, където тя губи баща си през 1824 г., след което се завръща в Генуа.
През 1825 г. е в Рим за юбилея: посещава църкви, свети места и се среща на няколко пъти с папа Лъв XII. Има различни епизоди за нейната религиозна преданост и смирение, които създават „почти легендарна аура“ около нея. След шест месеца се връща в Генуа, а след това отново е в Рим в края на годината и до средата на 1826 г., за затварянето на светата врата и юбилея. Връща се в Рим през 1828 – 29 г. за почивка.
Различни свидетелства свидетелстват за нейната забележителна, но не показна красота, простота в облеклото, умереност, жив характер, чувство за хумор, ирония, любов към танците, но не и към театъра.
През 1830 г. торинската аристокрация организира голямо празненство в нейна чест за годежа ѝ с Фердинанд II, крал на Двете Сицилии. Баронеса Олимпия Савио, която по този повод дебютира в обществото, си спомня за нея в мемоарите си: „Принцеса Кристина нямаше още 20 г. по това време: тя беше красива, със сериозна и нежна красота: висока, бяла, две големи вълни от кръгли кафяви кичури поетично украсяваха това лице – бледо, осветено от две големи изразителни очи. Тя носеше синьо-бяла рокля, цветовете на небето, за което беше предназначена, и носеше голяма диадема от диаманти на челото си. Не танцуваше, защото строгият етикет не го позволяваше. Привлечен от тази симпатична, отчетлива и същевременно толкова скромна личност, имах очи и симпатии само към нея, единствената привлекателна сред онези короновани глави“.

### Брак
Мария Кристина е много религиозна и изключително набожна и трудно я отказват от това да стане монахиня. Под натиска на крал Карл Алберт Савойски на 21 ноември 1832 г. в Светилището на Волтри близо до Генуа тя се омъжва за краля на Двете Сицилии Фердинанд II, ставайки кралица. Нейният брак е желан по политически причини: за да се попречи на Фердинанд да се ожени за представителка на дома на Франция, поддръжник на парламентарните институции, и във всеки случай да се контролира поведението на неаполитанския суверен, за когото се страхуват, че в крайна сметка ще се обърне към либералната кауза. Съюзът обаче се оказва безполезен в това отношение, тъй като кралят, ревнив към авторитета си, предотвратява всякаква намеса на кралицата в политическия живот.
Пламенна християнка, Мария Кристина заживява в двор, чийто начин на живот е много далеч от нейната чувствителност. Има известни трудности в отношенията си с буйния ѝ съпруг, но успява да смекчи ако не неговите нрави, то поне репресивната му политика. За няколкото години, в които е кралица, успява да предотврати изпълнението на всички смъртни присъди. Тя обаче няма възможност да се впусне в друга политическа намеса: посвещава се главно на благотворителност към бедните и болните. Жена с голяма смирение, Мария Кристина се харесва на всички и умее да реагира интелигентно на шегите на съпруга си: говори се, че един ден, когато седнала на пианото, а Фердинанд дръпнал стола ѝ назад, смеейки се, чул тя да му казва: „Мислех, че съм се омъжила за краля на Неапол, а не за негодник“.

### Света кралица
Говори се, че тя е нещастна заради съпруга си, и има безкрайни анекдоти, които целят да покажат колко е жалко положението ѝ в двора на Бурбоните. Противно на това, което се вярва, „Реджинела Санта“ („Светата кралица“), както я наричат неаполитанците, обича съпруга си. В новото си семейство Мария Кристина е близка със зълва си принцеса Мария Антоанета, две години по-млада от нея. Въпреки това двете приятелки трябва да се разделят, когато принцесата заминава за Флоренция за брака ѝ на 7 юни 1833 г. с Великия херцог на Тоскана Леополд II. Мария Кристина по-късно пише: „За мен бе голямо страдание да се разделя със зълва си Антониета, която е толкова добра и с която вече бях свързана в близко приятелство“.

### Смърт
Умира на 31 януари 1836 г. на 23-годишна възраст вследствие на усложненията от раждането на 16 януари на първото ѝ дете – бъдещия и последен крал на Двете Сицилии Франческо II. Самият Франческо е възпитан в култа към майка си, наричана Светата кралица. Фердинанд, по-малко от година по-късно, се жени повторно за Мария Тереза Хабсбург-Тешен. Единственото дете на Франческо II и съпругата му Мария София Баварска – момиче, което се ражда, когато родителите ѝ вече са в изгнание, живяло само три месеца, носи името на баба си.

### Беатификация
Крал Фердинанд II започва процеса за беатификация на починалата си съпруга. На 10 юли 1859 г. папа Пий IX я провъзгласява за преподобна.
На 25 януари 2014 г. в базиликата „Санта Киара“ в Неапол – пантеон на владетелите на Бурбоните, където тя е погребана, се провежда обредът по беатификацията ѝ с тържествено евхаристийно тържество, председателствано от кардинал Крешенцо Сепе – митрополит архиепископ на Неапол, подпомогнат от кардиналите Анджело Амато, кардинал легат за беатификация като префект на Конгрегацията за каузите на светците, и Ренато Рафаеле Мартино, и от архиепископите Томазо Капуто, Армандо Дини, Фабио Бернардо Д'Онорио, Ариго Мильо и Марио Милано. На церемонията присъстват херцогът и херцогинята на Кастро, принцовете Карл и Камила Бурбон-Две Сицилии, принц Дон Педро де Бурбон със съпругата си София и техните деца, Анна Орлеанска – херцогиня на Калабрия, принц Амадей и принцеса Силвия Савойски-Аоста, принцеса Клотилда Савойска и принц Сергей Югославски като представляващ принц Виктор Емануил, принцеса Мария Габриела Савойска, Дон Дуарте, херцог на Браганса, както и членове на домове Бурбони и Хабсбург-Лотаринги.
За целите на беатификацията Католическата църква смята за чудотворно изцелението на Мария Валарино, която е болна от юни 1866 г. от злокачествен тумор в дясната гърда и начален тумор в лявата. Валарино отказва операция, като се доверява на застъпничеството на преподобната Мария Кристина и чрез поглъщане на фрагмент от тъкан, принадлежаща на мощите "ex depositis" на преподобната, болестта започва да регресира веднага и изчезва след седмица. Мария Валарино умира 39 години по-късно без рецидив.
И през 21 век днес гробът ѝ в Базилика „Санта Киара“ в Неапол е обект на народно поклонение.

## Брак и потомство
∞ 21 ноември 1832 в Светилището на Волтри до Генуа за Фердинанд II (* 12 януари 1810, Палермо; † 22 май 1859, Казерта), крал на Двете Сицилии, от когото има един син:
- Франциск от Асизи Мария Леополд Бурбон-Две Сицилии (* 16 януари 1836, Неапол; † 27 декември 1894, Арко), наречен Франческело, като Франциск II, крал на Двете Сицилии (1859 – 1861), ∞ 1859 за Мария София Баварска (* 4 октомври 1841, † 19 януари 1925), херцогиня на Бавария, сестра на Лудвиг II Баварски, от която има една дъщеря.